# Хайлигенкройц-им-Лафницталь
Хайлигенкройц-им-Лафницталь (нем. Heiligenkreuz im Lafnitztal) — посёлок (нем. Gemeinde) в Австрии, в федеральной земле Бургенланд. 
Входит в состав округа Йеннерсдорф.  Население составляет 1245 человек (на 31 декабря 2005 года). Занимает площадь 23,8 км². Официальный код  —  10503.

## Политическая ситуация
Бургомистр коммуны — Франц Мар (АНП) по результатам выборов 2007 года.
Совет представителей коммуны (нем. Gemeinderat) состоит из 19 мест.
- АНП занимает 9 мест.
- СДПА занимает 6 мест.
- Партия FBL занимает 3 места.
- Зелёные занимают 1 место.
- АПС занимает 0 мест.